# Corporación Club Deportivo Tuluá
La Corporación Club Deportivo Tuluá, sovint anomenat Cortuluá, és un club colombià de futbol de la ciutat de Tuluá.
Va ser fundat el 16 d'octubre de 1967 i juga els seus partits a l'Estadi Doce de Octubre amb capacitat per a 16.000 espectadors.